# Autenried (Günzach)
Autenried ist ein Gemeindeteil der Gemeinde Günzach im schwäbischen Landkreis Ostallgäu.

## Geografie
Das Dorf Autenried liegt circa einen Kilometer südlich von Günzach.

## Geschichte
Autenried wird erstmals 1271 als Utenried genannt und war ein Bestandteil der Herrschaft Kipfenberg, mit der Autenried im Jahr 1353 zum Kloster Kempten kam.
Das Kloster Kempten hatte 1526 in Autenried fünf Untertanen, im Jahr 1714 waren es noch vier, 1804 schließlich nur noch einer.
Im Jahr 1935 wurde auf dem Grundstück des Bauern Egger eine römische Villa Rustica freigelegt.

## Baudenkmäler
In Autenried befindet sich die katholische Kapelle St. Michael. Sie wurde 1856 von dem Bauern Höbel errichtet, das Altarbild stammt von dem Kunstmaler Kaspar aus Obergünzburg.
Die alte Kapelle aus dem 16. Jahrhundert ist nicht mehr erhalten. 